# 1835 au théâtre
| Années du théâtre : 1832 - 1833 - 1834 - 1835 - 1836 - 1837 - 1838    |
| Décennies du théâtre : 1800 - 1810 - 1820 - 1830 - 1840 - 1850 - 1860 |

## Pièces de théâtre publiées
- 8 mai : parution d'Angelo, tyran de Padoue chez Renduel.

## Pièces de théâtre représentées
- 20 janvier : Les Chauffeurs, mélodrame des Frères Cogniard et Charles Mourier-Valory, au Théâtre des Folies-Dramatiques
- 5 février : Le Fils de Triboulet, comédie-vaudeville des Frères Cogniard et Monsieur Burat, au théâtre du Palais-Royal
- 12 février : Chatterton, drame d'Alfred de Vigny, à la Comédie-Française
- 6 mars :  Les gants jaunes de Jean-François Bayard, vaudeville en un acte créé par Étienne Arnal au Théâtre du Vaudeville[1].
- 6 avril : Le Père Goriot d'après le roman d'Honoré de Balzac est représenté simultanément au Théâtre du Vaudeville et au Théâtre des Variétés.
- 28 avril : Angelo, tyran de Padoue de Victor Hugo, à la Comédie-Française
- 18 mai : le Théâtre du Vaudeville joue une parodie (d'Angelo de Hugo) de Dupeuty et Duvert : Cornaro, tyran pas doux.
- 14 juillet : Les Danseuses à la Classe, tableau-vaudeville des Frères Cogniard, au théâtre des Variétés
- 25 août : L'Agnès de Belleville, comédie-vaudeville des Frères Cogniard, tiré de La Pucelle de Belleville de Paul de Kock, au Théâtre des Folies-Dramatiques.
- 15 septembre : Pauvre Jacques !, comédie-vaudeville des Frères Cogniard, au théâtre du Gymnase Dramatique.
- 5 novembre : La Tirelire, tableau-vaudeville des Frères Cogniard, au théâtre du Palais-Royal.

- 23 décembre : La Fiole de Cagliostro, vaudeville en un seul acte d’Édouard Brisebarre, au Théâtre du Palais-Royal.

## Décès
- 18 février : Charles-Pierre Ducancel, avocat et auteur dramatique français, né le 1er août 1765.
- 18 août : Noël Aubin, libraire-éditeur et auteur dramatique français sous le pseudonyme de Desfougerais ou Desfougerets, né le 23 décembre 1754.
- 17 décembre : Pierre-Louis Roederer, avocat, journaliste, dramaturge et homme politique français, né le 15 février 1754.